# 宜昌木蓝
宜昌木蓝（学名：Indigofera decora var. ichangensis）为豆科木蓝属下的一个变种。

## 扩展阅读
- 維基物種上的相關：宜昌木蓝